# Route 66 (chanson)
Pour les articles homonymes, voir Route 66 (homonymie).
Come to Baby, Do! / The Frim Fram Sauce
(1946) You Call It Madness (But I Call it Love)
(1946)
(Get Your Kicks On) Route 66 est un classique du rhythm and blues et de la chanson américaine, composé en 1946 par l'auteur-compositeur américain Bobby Troup. La chanson utilise un arrangement de blues à 12 mesures et les paroles sont un hymne à la mythique Route 66, qui traverse les deux tiers occidentaux des États-Unis de Chicago à Los Angeles. De ce fait, elle est un peu l'équivalent de la chanson française Nationale 7 de Charles Trenet.
Ce morceau est d'abord enregistré cette même année par le crooner Nat King Cole, qui en fait un tube, la chanson apparaissant à la fois dans les palmarès rhythm & blues et pop. Elle fait ensuite l'objet de nombreuses reprises, les plus célèbres étant celles de Bing Crosby avec les Andrews Sisters, Chuck Berry et The Rolling Stones.

## Écriture et enregistrement
Bobby Troup a l'idée de la chanson alors qu'il se rend en voiture à Los Angeles depuis Lancaster en Pennsylvanie. Troup veux s'essayer en tant qu'auteur-compositeur à Hollywood. Lui et sa femme Cynthia remplissent leur Buick de 1941 et prennent la route vers l'ouest. Le voyage commence sur la U.S. 40 et se poursuit le long de la U.S. 66 jusqu'à la côte californienne. Troup envisage d'abord d'écrire un morceau sur la route 40, mais Cynthia suggère le titre Get Your Kicks on Route 66 (« Prenez votre pied sur la route 66 »). La chanson est composée pendant le voyage d'une durée de dix jours puis complétée en se référant aux cartes, une fois le couple arrivé à Los Angeles.
Les paroles se lisent comme un mini-récit de voyage sur les principaux arrêts le long de la route, énumérant plusieurs villes et villages traversés par celle-ci : St. Louis et  Joplin dans le Missouri,  Oklahoma City, Amarillo au Texas, Gallup au Nouveau-Mexique, Flagstaff, Winona et Kingman dans l'Arizona, Barstow et San Bernardino en Californie. Winona est la seule ville qui n'est pas citée dans l'ordre du trajet : il s'agit une très petite colonie à l'est de Flagstaff et elle serait sans doute oubliée en effet, sans les paroles « N'oubliez pas Winona », écrite pour rimer avec « Flagstaff, Arizona ». De nombreux artistes qui reprennent la chanson au fil des années changent les paroles initiales. Sur les huit États traversés par la route actuelle, seuls les villes du Kansas ne sont pas mentionnés dans la chanson (la route 66 traverse à peine 18 km dans le coin sud-est de l'État).
Troup propose la chanson à Nat King Cole, qui l'interprète pour la première fois le 13 mars 1946 pour la radio CBS dans le programme Old Gold présenté par Frank Sinatra. Route 66 est enregistrée deux jours plus tard par le King Cole Trio dans les studios de Capitol à Los Angeles. Cole est au chant et au piano, Oscar Moore à la guitare et Wesley Prince à la basse. Le disque devient rapidement un succès, se classant no 3 dans les charts R&B et no 11 dans les charts pop du magazine Billboard. Cole réenregistre à nouveau la chanson en 1956 (pour l'album After Midnight) et en 1961 (The Nat King Cole Story).
L'enregistrement de Nat King Cole en 1946 reçoit un Grammy Hall of Fame Award en 2002. C'est en entendant la chanson jouée dans un jukebox que Jack Kerouac aurait eu l'idée de faire un voyage sur la U.S. Route 66 de Denver à San Francisco, qui lui inspire ensuite le roman Sur la route.

## Autres versions
Pistes de New Juke Box Hits
Little Star
(7) Sweet Sixteen
(9)
Pistes de The Rolling Stones
I Just Want to Make Love to You
(2)

### Reprises
Devenue un standard, la chanson est enregistrée par une multitude d'artistes divers, dont Bobby Troup lui-même, qui l'incorpore sur son album Do-Re-Mi en mai 1957.
Bing Crosby et les Andrews Sisters l'enregistrent avec l'orchestre de Vic Shoen dès le mois suivant la parution du King Cole Trio, pour sortir en juin 1946 en face B du single South America, Take it Away. Cette version atteint la 14e position dans le palmarès de Billboard. Une autre reprise par Georgie Auld sort également en single en juin.
La version enregistrée par Perry Como en avril 1959, sortie sur l'album Como Swings, comporte des paroles supplémentaires, y-compris le second couplet et le vers d'introduction. Contrairement à ce qui a pu être dit, il ne s'agit pas de vers originaux écrits par Bobby Troup.
La version de Chuck Berry, présentée dans son album de 1961 New Juke Box Hits, est la plus proche de ses racines R&B, avec des accents de jazz, souvent mélangés dans ses propres chansons. Chuck Berry déforme le nom de Barstow pour rimer avec « cow », au lieu de le prononcer correctement pour rimer avec « go ».
Dans les années 1960, deux des principaux groupes de la British Invasion incluent Route 66 sur leurs premiers albums respectifs. Les Rolling Stones la placent en ouverture de leur album homonyme en 1964. Elle figure aussi dans la version américaine England's Newest Hit Makers. Une version enregistrée live en mars 1965 est incluse dans l'E.P. Got Live If You Want It! et dans l'album December's Children (And Everybody's) (1965). Them, le groupe de Van Morrison, la met en clôture de l'album The Angry Young Them sorti en 1965.
Michael Martin Murphey reprend la chanson sur son album de 1989 Land of Enchantment. Sa version sort en single en 1990 et culmine à la 67e place du classement Hot Country Singles & Tracks de Billboard.
Parmi les nombreuses autres reprises de Route 66,, on peut citer encore :
- Betty Roche sur l'album Take the "A" Train (1956),
- Louis Jordan sur l'album Man, We're Waillin' (1958),
- Louis Prima with Sam Butera & The Witnesses sur Doin' the Twist with Louis prima (1961),
- Sammy Davis, Jr. sur The Nat King Cole Song Book (1965),
- Sandie Shaw sur The Sandie Shaw Supplement (1968),
- Dr. Feelgood en face B du single Roxette (1974),
- Asleep at the Wheel sur l'album Wheelin' and Dealin' (1976),
- Tom Petty and the Heartbreakers, couplée avec I Fought the Law dans un medley paru en face B du single Listen to Her Heart (1978)
- Manhattan Transfer sur l'album Sharky's Machine (1981),
- Spencer Davis & Band sur 24 Hours (1986),
- Jason & The Scorchers (1986),
- Depeche Mode en face B du single Behind the Wheel (1987) ; la reprise par Depeche Mode figure en tête des chansons de 1988 dans le classement de la radio KROQ[18].
- The Replacements sur l'E.P. The Ledge (1987),
- Buckwheat Zydeco sur Where There's Smoke, There's Fire (1990),
- La Velle sur Tribute to Nat King Cole (1991)
- UK Subs sur Mad Cow Fever (1991),
- Natalie Cole, la fille de Nat King Cole, sur son album Unforgettable... with Love (1991),
- The Cramps sur Flame Job (1994),
- The Brian Setzer Orchestra, sur l'album du même nom (1994),
- John Pizzarelli sur Dear Mr. Cole (1995),
- Little Willie Littlefield dans une version boogie-woogie parue sur l'album The Red One  (1997).
- Günther Neefs sur Swing is the Thing (2002),
- Nancy Sinatra sur California Girl (2002),
- Yo La Tengo sur Yo La Tengo is Murdering the Classsics (2006),
- Le guitariste Les Paul dans l'émission Master Class - Les Paul: Chasing Sound en 2007,
- Skrewdriver sur l'album Undercover (2007),
- Lilly West (2008),
- Glenn Frey sur After Hours (2012),
- George Benson sur Inspiration (A Tribute to Nat King Cole) (2013), etc.

Beaucoup d'autres artistes encore reprennent la chanson sur scène. C'est le cas notamment d'Aerosmith, Bruce Springsteen, The Pretty Things, Iggy Pop, Patti Smith, Elvis Costello, Thin Lizzy, R.E.M., The Lords of the New Church, Eric Clapton, Ted Nugent, Queen, Ray Charles, Al Jarreau, Chris Isaak, Bette Midler, Billy Gibbons, etc.
Rory Gallagher, l'intègre dans différents medley en clôture de ses concerts en 1985, avec les chansons Bullfrog Blues, Nadine de Chuck Berry ou Dizzy Miss Lizzy de Larry Williams, entre autres.
En France, le groupe Téléphone jouent le morceau intégré dans un medley avec Carol de Chuck Berry et Tutti Frutti de Little Richard lors d'une tournée en 1977-1978.

### Adaptations et détournements
La chanson est adaptée en français par Christian Cholet sous le titre La route du twist et enregistrée en 1962 par Les Pirates avec Dany Logan, sur le disque 4 titres Twist de Paris. Il existe également des traductions en finnois (Valtatie 66 par Jussi & the Boys et par Jig-Saw en 1975) et en espagnol (Ruta 66 par le groupe argentin Pappo's Blues en 1995 ou par Ariel Deam en 2013).
En 1977, Route 66 est détourné dans Route 77 du groupe Diesel (dans lequel joue Olive).
L'auteur-compositeur-interprète anglais Billy Bragg, originaire de l'Essex, enregistre une version anglicisée de la chanson intitulée A13 (Trunk Road to the Sea) pour une session de John Peel sur BBC Radio 1 en 1985. Dans la chanson - jouée et chantée sur le même air que l'original - les villes phares sont remplacées par des villes anglaises le long de l'autoroute A13, Bragg invitant les auditeurs à « Aller en voiture, sur l'A-thirteen ». Selon Bragg, il écrit les paroles en 1977 en jouant avec son groupe de punk rock Riff Raff : alors que le groupe joue Route 66, Bragg « s'oppose à chanter sur ces lieux qu'il ne connait pas... c'est une tradition de conduire sur l'A13 à la gloire de Southend ». La chanson doit à l'origine être publiée sur Life's a Riot with Spy Vs Spy, le premier album de Bragg en 1983, cependant, elle n'y est finalement pas incluse en raison de problèmes pour obtenir les droits d'utiliser la musique de Route 66. Elle sort enfin commercialement en 2003 sur le disque bonus de la compilation Must I Paint You a Picture? The Essential Billy Bragg.
Une version en néerlandais, intitulée A.C. de Graaf est enregistrée par Oôs Joôs en 2005.

### Au cinéma
Dans le film Ray (2004), on voit Jamie Foxx, dans le rôle de Ray Charles, interpréter la chanson au Rocking-chair en 1948.
Route 66 figure dans la bande originale du film Cars (2006) avec la version de Chuck Berry ainsi qu'une reprise de John Mayer.
La chanson de Cole peut être entendue également dans le film I Am Not Your Negro de Raoul Peck (2016).